# Joanna Maycock
Joanna Maycock (nascida em 22 de janeiro de 1971) é uma defensora dos direitos das mulheres na Europa. Ela é uma cidadã britânica e belga. Maycock é a secretária-geral do Lobby Europeu das Mulheres.
Maycock chegou a Bruxelas em 1992. Há 12 anos ela é chefe do escritório de Bruxelas da ONG internacional ActionAid, dedicada à luta contra a pobreza. Ela assumiu a liderança do Lobby Europeu das Mulheres em 2014. Maycock foi descrita pelo Politico como uma “potência na cena política e ONG de Bruxelas”.

## Participação política das mulheres
Na sua função, Maycock tem defendido um número igual de homens e mulheres comissários na Comissão Europeia. Maycock também tem liderado esforços transatlânticos para aumentar a participação das mulheres na política.